# Ocnogyna algirica
Ocnogyna algirica là một loài bướm đêm thuộc phân họ Arctiinae, họ Erebidae.